# انتقام از دیگران
انتقام از دیگران (انگلیسی: Revenge of Others؛‏ کره‌ای: 3인칭 복수) یک مجموعه تلویزیونی محصول کره جنوبی سال ۲۰۲۲ با بازی شین یه اون و لومون است. این مجموعه در 10 نوامبر ۲۰۲۲ از دیزنی پلاس پخش شد.

## بازیگران

### اصلی
- شین یه اون در نقش اوک چان می[۶]
- لومون در نقش جی سو هون[۱]
- سو جی هون در نقش سوک جه بوم[۶]
- چه سانگ وو در نقش گی اوه سونگ[۶]
- لی سو مین در نقش کوک جی هیون[۶]
- جونگ سو بین در نقش ته سو یون[۷]
- یون اوه در نقش ایم سونگ در نقش[۲]
- وویون در نقش هونگ آه جونگ[۸]
- کانگ یول در نقش اوک چان کیو / پارک وون سوک[۹]
- جین هو اون در نقش سا جونگ کیونگ[۱۰]
- هوانگ بو وون در نقش سو دا یون[۱۱]
- آن هیون هو در نقش مین سون ها[۱۲]
- مون یه جین در نقش پارک نا رین[۱۳]

#### پلیس
- کیم جو ریونگ در نقش جین سو جونگ[۱۴]
- جانگ هیون سونگ در نقش گی وانگ دو[۱۵]
- شین سو هو در نقش هیون جونگ کوک[۱۵]

#### سایر
- کیم دو یون در نقش آن جی وون[۱۵]
- سو هه رین در نقش یانگ هه جونگ[۱۵]
- کانگ یی سوک در نقش کوان سه جین[۱۶]
- یون جین سونگ در نقش شین یو کیونگ[۱۷]

## تولید
در ۷ سپتامبر ۲۰۲۲، گزارش شد که گروه بازیگران شامل شین یه اون و لومون است و حضور آنها به عنوان نقش‌های اصلی تأیید شد.